# Жемчужины короны
Жемчужины короны (фр. Les Perles de la couronne) — французский исторический комедийный фильм 1937 года, поставленный режиссёрами Саша Гитри и Кристиан-Жаком.

## Сюжет
Писатель Жан Мартен рассказывает жене невероятную историю семи чистейших жемчужин,которые совершенно не отличаются друг от друга, четыре из которых украшают дуги английской короны, и о том, как они там оказались.
Франциск I хочет женить сына на Екатерине Медичи, дочери Лоренцо Медичи и кузины короля. Екатерина также является племянницей Папы Римского Климента VII. Чтобы отвадить от неё потенциальных поклонников, Папа назначает одного 18-летнего кардиналом, а другого, Спанелли, отправляет искать по миру пять жемчужин, одинаковых по весу, объёму и красоте тем двум, что он даёт ему перед поездкой. Первую жемчужину Спанелли находит во рту ловца жемчуга в Персидском заливе, вторую — у китайского торговца, ещё две — в ушах жестокой царицы Абиссинии, которая берёт Спанелли в плен и удерживает как любовника. Остаётся последняя; Спанелли приходит к испанской часовне и умоляет Святую Деву, чтобы она помогла ему: жемчужина падает из короны, когда Святая Дева наклоняет голову.
Спанелли возвращается в Италию, где Папа Климент вместо благодарности приказывает его убить. Семь жемчужин вручены Екатерине накануне свадьбы. Позже она передаёт их Марии Стюарт, жене своего сына Франциска, который очень скоро оставит Марию вдовой. Когда Марии отрубают голову по приказу Елизаветы Английской, три вора крадут семь жемчужин. В таверне, где они собираются поделить добычу, двух воров схватывают: так четыре жемчужины возвращаются в казну. Третьему вору, главарю банды, удаётся сбежать с тремя жемчужинами.
Триста лет спустя королева Виктория находит три жемчужины, отобранные у воров, на двойном дне сундука, куда их положила Елизавета. Она приказывает вправить их в английскую корону, где они находятся и поныне. Жан Мартен, а вместе с ним адъютант на службе английской короны и камергер Папы Римского, всячески стремятся отыскать остальные три жемчужины. Они встречаются в знаменитой таверне, где собирались воры, и договариваются объединить усилия. Они назначают встречу на том же месте, и через две недели каждый с гордостью сообщает другим, что напал на след.
Сперва итальянец рассказывает, что известно ему. Вор захотел вернуть одну жемчужину. Для этого он поступил на службу в армию Генриха IV, чтобы подобраться ближе к королю; но добился желаемого лишь перед смертью: умирая от раны, полученной в бою, он передал жемчужину своему суверену, а тот подарил её любовнице Габриель д'эстре, которая свято её хранила. Долгие годы жемчужина переходила от королев к королевским любовницам и обратно, пока в итоге не оказалась в руках мадам Дю Барри, у которой была изъята вместе с другими ценностями после Революции. Бонапарт купил жемчужину в ювелирном магазине и подарил Жозефине де Богарне на их поспешной свадьбе перед началом Итальянской кампании. Но в 1815 году, после поражения, он доверил жемчужину королеве Гортензии, чтобы та передала драгоценность её сыну, будущему Наполеону III, который, взойдя на трон, сразу подарил её Евгении. В 1914 году Евгения передала её священнику из испанской часовни, в чьих стенах Спанелли  получил её от Святой Девы. Престарелая императрица, пришедшая помолиться за скорое освобождение Франции, захотела, чтобы жемчужина приумножила казну Святой Девы. Прелат вставил жемчужину на прежнее место в короне Марии, где она и находится по сей день.
Англичанин рассказал историю второй жемчужины, которую вор проиграл в карты. Счастливый обладатель выигрыша подарил её своей возлюбленной. С тех пор из поколения в поколение бабушки передают её внучкам в день их 20-летия. Но у последней бабушки нет внучек, а есть только внук. Он получает в подарок жемчужину и проигрывает её. Его соперник обнаруживает, что жемчужина фальшивая и топчет её.
Наконец Жан Мартен рассказывает о судьбе третьей жемчужины. Её владельцы постоянно привлекали ею красавиц. Первым из владельцев был один из воров. В старости бывшие красавицы уступают жемчужиной за еду. И попадает в руки праправнучки Аньес Сорель. В молодости она разбила немало мужских сердец, и теперь покупает за жемчужину молодого венгра. Переходя от старых к юным любовникам любовниц, жемчужина оказывается в отеле «Дрюо», где в наши дни её покупает промышленник из Марселя. Он хочет вручить её своей любовнице в качестве прощального подарка. Франсуаза, жена Жана Мартена, идёт по пятам за покупателем. Она идёт за ним по лестнице, когда тот узнаёт об измене любовницы и решает оставить кольцо себе, совершенно не зная, что с ним делать. Он садится на борт «Нормандии»; Франсуаза идёт за ним. Он ухаживает за ней.
Закончив свой рассказ, Жан Мартен везёт товарищей до Саутгемптона, порт промежуточной остановки «Нормандии». На борту судна он знакомит их со своей женой и обнаруживает, что марселец подарил ей жемчужину. Разъярённый он готовится вернуть её владельцу вместе с парой крепких пощёчин, но по неосторожности падает в воду. Достигнув дна, жемчужина исчезает в раковине, которая тут же закрывает створки.